# Bernardino Mezzastris
Bernardino Mesastris noto anche Belardino Mezastris o Mezzastri - (... – XVI secolo) è stato un pittore italiano della scuola umbra, probabilmente originario di Foligno.
Secondo la critica, fu un artista minore: sopravvivono alcuni suoi affreschi di soggetti sacri. Non si deve confondere con il padre, il pittore Pier Antonio Mezzastris, del quale fu allievo.
Tra le opere di Bernardino Mezzastris si menzionano:
- una Madonna col Bambino e angeli in un roseto, nella chiesa di Santa Illuminata a Montefalco, firmato con la data 1507
- un affresco nella Chiesa Tonda di Spello, firmato con la data 1533
- alcuni affreschi distaccati ormai nella Pinacoteca Civica di Foligno.